# HD 1461
HD 1461 är en ensam stjärna belägen i den mellersta delen av stjärnbilden Valfisken. Den har en skenbar magnitud av ca 6,47 och är mycket svagt synlig för blotta ögat där ljusföroreningar ej förekommer. Baserat på parallax enligt Gaia Data Release 2 på ca 42,6 mas, beräknas den befinna sig på ett avstånd på ca 77 ljusår (ca 23,5 parsek) från solen. Den rör sig närmare solen med en heliocentrisk radialhastighet på ca -10 km/s.

## Egenskaper
HD 1461 är en solliknande gul till vit stjärna i huvudserien av spektralklass G3 V Fe0.5 där suffixnoten anger ett svagt överskott av järn. Den har en massa som är ca 1,05 solmassor, en radie som är ca 1,25 solradier och har ca 1,2 gånger solens utstrålning av energi från dess fotosfär vid en effektiv temperatur av ca 5 400 K.

## Planetssystem
I december 2009 meddelade forskare upptäckten av minst en exoplanet som kretsar kring HD 1461. Planeten, en superjord med 5,8 dygns omloppsbana, betecknades HD 1461 b. Uppgifterna innehöll också bevis för ytterligare planeter med omloppsperiod på ca 400 respektive 5 000 dygn, men stjärnan visade små variationer med liknande perioder, vilket gjorde tolkningen av dessa signaler som orsakade av planeter tveksam.
I september 2011 publicerades en rapport på arXiv förtrycksserver som ger en omloppslösning baserat på data från HARPS-spektrografen. Denna lösning berörde den tidigare kända planeten HD 1461 b och en ytterligare planet i en 13,5 dygns omloppsbana. De föreslagna exoplaneterna med 400 och 5 000 dygns omlopp nämndes inte. Fram till 2014 hade denna rapport ännu inte publicerats i en vetenskaplig tidskrift.
HD 1461 b har en massa av 6,44 gånger jordmassor medan HD 1461 c har en massa som är 5,59 gånger den hos jorden.
| Planet | Massa           | Halv storaxel (AE) | Siderisk omloppstid (d) | Excentricitet | Inklination | Radie |
| ------ | --------------- | ------------------ | ----------------------- | ------------- | ----------- | ----- |
| b      | ≥6,44 ± 0,61 M⊕ | 0,0634 ± 0,0022    | 5,77152 ± 0,00045       | <0,131        | -           | -     |
| c      | ≥5,59 ± 0,73 M⊕ | 0,1117 ± 0,0039    | 13,5052 ± 0,0029        | <0,228        | -           | -     |